# 三浦茉莉
三浦 茉莉（みうら まり、1982年4月27日 - ）は、日本のフリーアナウンサー。元東海テレビ放送のアナウンサー。元セント・フォース所属。2021年から舞夢プロ所属。

## 経歴・人物
愛知県名古屋市出身（生まれは神奈川県海老名市）。小学5年から高校卒業まで大阪府で過ごし、梅花高等学校、青山学院大学経営学部経営学科卒業。弟が1人いる。
2005年、東海テレビ放送入社。アナウンサーを目指したきっかけは、小学6年で阪神大震災を経験し、報道の重要性を痛感したこと。安藤優子のような言葉に重みのあるキャスターになりたいと語っている。「マリポワ」の愛称は、2005年の東海地区アナウンサー懇親会の各局新人アナ紹介で、テニス選手の衣装でシャラポワ風発声練習の一発芸を披露したため。三浦はテニス歴7年（当時）。
2008年春の番組改編期に伴い清水美紀アナが務めていた『スーパーサタデー』の後任アシスタントに起用される。
2009年をもって退社し、2010年よりセント・フォース所属のフリーアナウンサーとなる。
2010年9月25日、かつて東海テレビ時代にアシスタントを務めていた『スーパーサタデー』の最終回に伴い、ビデオメッセージという形で古巣での出演を果たす。
2010年10月より、TBSニュースバードのキャスター（2013年3月まで）。また、2012年10月から半年間、初めてのラジオのレギュラー『シナプス』（TOKYO FM）を務め、さらに2013年4月より 同局『よんぱち 48hours 〜WEEKEND MEISTER〜』のアシスタントを務める。
2013年2月に結婚。2014年2月21日、第1子の男児を出産。
2度目の産休中に夫の海外転勤が決まり、2016年3月25日の放送で『よんぱち』を降板し、その前日に更新した自身のブログで「11年ずっとアナウンサーとして電波に乗せてもらい続けてきましたが、とりあえず明日で一旦、本当に仕事納め」と無期限の活動休止を表明した。このため、所属してきたセント・フォースとは同年9月末に契約を解除。
2016年4月21日、第2子女児を出産。
2021年2月、夫の海外赴任先のタイから帰国。帰任先が大阪だったので現在大阪在住。再開するにあたり新たに舞夢プロと専属契約。同年10月から『ナジャ・グランディーバのチマタのハテナ』（eo光テレビ）の準レギュラーに決まり5年半ぶりに活動再開する事になった。
2023年11月、タイのモデル事務所と契約。
なお、同姓同名のモデル活動をしている人物が存在するが、スーパーウイング所属の別人である。

## 担当番組

### 東海テレビ在籍時代
- お料理倶楽部 もぎたてキャッチ
- 音楽魂!
- FNN東海テレビスーパーニュース（清水美紀の代役として出演、2008年度のみ）
- 東海テレビ 土曜スーパーニュース（2007年4月 - 2009年9月）
- 中日新聞テレビ日曜夕刊（2007年4月 - 2009年9月）
- スーパーサタデー（2008年4月5日 - 2009年9月26日）
- グランパスExpress
- スタイルプラス（リポーター）
- コピッて!
- やっぱイチバン!東海テレビ
- ドラゴンズTODAY
- めざましテレビ公認 わがまま!気まま!旅気分「旅の達人VS旅の初心者」シリーズ（単発、BSフジでも放送。木之元亮と共演）

### フリー転向後
テレビ番組
- ワールドカップ デイリーニュース（スカパー!で2010 FIFAワールドカップ期間中毎朝放送されるハイライト番組で一部の日に出演）
- TBSニュースバード（2010年10月 - 2013年3月）
- ナジャ・グランディーバのチマタのハテナ（eo光テレビ、リポーター、2021年10月27日 - 2023年3月30日）
- SUNNY TIME（KBS京都、MC、2022年8月6日 - ）

ラジオ番組
- Blue Ocean（TOKYO FM、夏休みの望月理恵の代役、2011年9月12日 - 16日）
- シナプス（TOKYO FM、アシスタント、2012年10月 - 2013年3月）
- よんぱち 48hours 〜WEEKEND MEISTER〜（TOKYO FM、アシスタント、2013年4月 - 2016年3月 ※出産による出演休止期間あり）
- intense!（FM大阪、月・火曜担当DJ、2023年4月3日 - ）